# Präsidentenhaus
Die Präsidentenhäuser (Presidential Homes) sind eine Gattung historischer Sehenswürdigkeiten in den USA. Es handelt sich mehrheitlich um die Häuser, in denen die Präsidenten der USA vor oder nach ihrer Amtszeit gewohnt haben. In einigen Fällen sind ihre Geburtshäuser (Presidential Birthplaces), wie z. B. die John Fitzgerald Kennedy National Historic Site in Brookline bei Boston, oder es sind Häuser, in denen spätere Präsidenten ihre Jugendzeit verbracht haben wie das Ronald Reagan Boyhood Home in Dixon (Illinois).

## Überblick
Allen Präsidentenhäusern ist gemeinsam, dass sie heute als Museum geführt werden, fast immer über Originalgegenstände aus dem Besitz des Präsidenten und seiner Familie wie Mobiliar, Kunstwerke und Bücher verfügen und in der Regel öffentlich zugänglich sind. Eine Ausnahme ist das Haus von Präsident John Tyler (Amtszeit 1841–1845) nahe Williamsburg, Virginia, von dem nur die Parkanlage besucht werden kann, da in dem Haus noch heute seine Nachfahren wohnen. Die Trägerschaft der Häuser ist sehr unterschiedlich. Im Falle von Mount Vernon ist es eine im 19. Jahrhundert gegründete Frauenorganisation, The Mount Vernon Ladies’ Association.
Viele Häuser stehen unter der Verwaltung des U.S. National Park Service, wie Hyde Park (ursprünglich Springwood genannt), das Anwesen von Franklin D. Roosevelt (1933–1945), und Sagamore Hill, das Haus von Theodore Roosevelt (1901–1909) auf Long Island. Andere sind in lokaler, privater Trägerschaft wie das Benjamin Harrison (1889–1893) Home in Indianapolis. Die Besucherzahlen schwanken zwischen mehr als einer Million jährlich bei Mount Vernon und einigen Tausend pro Jahr in den Häusern fast in Vergessenheit geratener Präsidenten wie dem Millard Fillmore (1850–1853) House in East Aurora, New York.
Die Präsidentenhäuser umspannen fast drei Jahrhunderte. Die Wohnsitze der beiden ersten Präsidenten, George Washington und John Adams, stammen noch aus der ersten Hälfte des 18. Jahrhunderts. In den Häusern spiegelt sich der Wandel der amerikanischen Präsidentschaft von einer Domäne reicher Großgrundbesitzer hin zu bürgerlichem Wohnambiente wie es zum Beispiel das Haus von Abraham Lincoln in Springfield, Illinois, verkörpert.

## Die Gründerzeit (1789–1845)
Vier der ersten fünf Präsidenten waren Grundbesitzer in Virginia. Vor allem die Landsitze von George Washington (1789–1797), Mount Vernon, und Thomas Jefferson (1801–1803), Monticello, sind opulente Anwesen auf einst beträchtlichen Grundstücken. Die Museen oder Besucherzentren (Visitors Centers) erzählen in beiden Fällen – ebenso wie auf James Madisons (1809–1817) Montpelier und James Monroes (1817–1825) Ashlawn-Highland von den Rollen, die diese Staatsmänner bei der Gründung der USA gespielt haben und wie von ihnen die Vereinigten Staaten von Amerika gestaltet wurden. Die Museumsdidaktik muss mit der Tatsache Rechnung tragen, dass Männer wie Jefferson, die des Menschen Freiheitsideale artikulierten und zur Grundlage der amerikanischen Unabhängigkeit machten, selbst andere Menschen in Unfreiheit hielten: alle vier Gründungspräsidenten aus Virginia hielten sich Sklaven. Das Gleiche gilt auch für Andrew Jackson (1829–1837), dessen Landsitz The Hermitage bei Nashville, Tennessee, Zeugnis vom gesellschaftlichen Aufstieg des Ex-Generals ablegt, der es ihm unter anderem ermöglichte, Sklaven zu halten.

## Der Aufstieg des Bürgertums (1845–1901)
Mit der zunehmenden Demokratisierung, einer starken Einwanderung und der Eroberung des amerikanischen Westens wurde es für Spitzenpolitiker zunehmend opportuner, einen betont einfachen Hintergrund aufzuweisen. Die log cabin, die Holzhütte, in der ein Kandidat tunlichst geboren sein sollte, wurde zu einem politischen Schlagwort. Die (vermeintliche) Hütte, in der Abraham Lincoln (1861–1865) zur Welt kam, wird heute in Hodgenville (Kentucky) ausgestellt. Über des Bürgerkriegspräsidenten und Sklavenbefreiers politische Laufbahn und Weltanschauung informieren indes die Exponate in dem historischen Nationalpark um sein Haus in Springfield, Illinois, viel authentischer.
Häusern von Präsidenten, die aus einfachen Verhältnissen stammten und die sich den amerikanischen Traum vom Aufstieg ins höchste Staatsamt erfüllten, sind u. a. Andrew Johnson (1865–1869) in Greeneville, Tennessee, von Ulysses S. Grant (1869–1877) in Galena, Illinois und von James Garfield (1881) in Mentor, Ohio.

## Das 20. Jahrhundert
Mehr denn je zogen in der Moderne Berufspolitiker ins Weiße Haus. Eine der wenigen Ausnahmen ist Dwight D. Eisenhower (1953–1961), dessen Ruhm als Oberbefehlshaber der Alliierten im Krieg gegen Hitler die Grundlage seiner politischen Karriere war. Eisenhower kaufte sich zusammen mit seiner Frau 1950 eine Farm bei Gettysburg in Pennsylvania, Schauplatz der entscheidenden Schlacht des Amerikanischen Bürgerkrieges und der berühmtesten Rede Abraham Lincolns. Staatsgäste, denen er seine Wertschätzung bekunden wollte, empfing Eisenhower auf seiner Farm, darunter den deutschen Bundeskanzler Konrad Adenauer. Das Wohnhaus spiegelt mit seiner Originaleinrichtung die persönliche Bescheidenheit der Eisenhowers und den typischen Geschmack der 1950er Jahre. Das Haus ist eines der „jüngsten“ aller Präsidentenhäuser. Von Lyndon B. Johnson (1963–1969) und seiner Farm in Texas abgesehen, gibt es von keinem seiner Nachfolger bis jetzt ein authentisches, der Öffentlichkeit zugängliches Wohnhaus.
Die Präsidentenhäuser sind keine Orte, in denen „objektiv“ Geschichte dargestellt werden soll. Es soll vielmehr an die jeweiligen Präsidenten erinnert werden wie in den Fällen von Warren G. Harding (1921–1923) Home in Marion, Ohio, und in der Herbert Hoover (1929–1933) National Historic Site in West Branch, Iowa.

## Präsidentenbibliotheken
Präsidentenbibliotheken gibt es von jedem Präsidenten seit Franklin D. Roosevelt bis Bill Clinton und, je nach Definition von „Presidential Library“, auch von einigen früheren Präsidenten.
Seit 1978 regelt das „Gesetz über die Aufzeichnungen des Präsidenten“ (Presidential Records Act), wie mit den Aufzeichnungen des Präsidenten, die seine verfassungsgemäßen, gesetzlichen und zeremoniellen Pflichten dokumentieren, zu verfahren ist: Sie bleiben Eigentum der Regierung der Vereinigten Staaten. Nach Ablauf der Amtszeit nimmt der Archivar der Vereinigten Staaten die Dokumente in Verwahrung. Laut Gesetz dürfen diese Dokumente aber in den jeweiligen Präsidentenbibliotheken aufbewahrt werden.